# Chấp quân (shogi)
| 9  | 8  | 7  | 6  | 5  | 4  | 3  | 2  | 1  |    |
|    |    |    | 金 | 王 | 金 |    |    |    | 一 |
|    |    |    |    |    |    |    |    |    | 二 |
| 歩 | 歩 | 歩 | 歩 | 歩 | 歩 | 歩 | 歩 | 歩 | 三 |
|    |    |    |    |    |    |    |    |    | 四 |
|    |    |    |    |    |    |    |    |    | 五 |
|    |    |    |    |    |    |    |    |    | 六 |
| 歩 | 歩 | 歩 | 歩 | 歩 | 歩 | 歩 | 歩 | 歩 | 七 |
|    | 角 |    |    |    |    |    | 飛 |    | 八 |
| 香 | 桂 | 銀 | 金 | 玉 | 金 | 銀 | 桂 | 香 | 九 |

Trong shogi, một ván đấu có chấp quân (駒落戦 (câu lạc chiến)/ komaochi-sen) là cách chơi shogi giữa hai kỳ thủ có lực cờ quá chênh lệch nhau, trong đó một hoặc nhiều quân cờ của kỳ thủ mạnh hơn bị bỏ ra ngoài bàn cờ ngay từ đầu ván cờ (Lưu ý rằng các quân bỏ ra ngoài này không tính là nằm trên tay và không thể được thả lại vào bàn cờ trong ván đấu).
Sự mất cân bằng khi chấp quân này không lớn như trong cờ vua vì lợi thế hơn quân trong shogi không lớn như vậy, do các quân cờ trong shogi có thể quay trở lại bàn cờ nhờ luật thả quân. 
Một ván đấu không chấp quân (ngang quân) trong tiếng Nhật gọi là 平手 (hirate, Bình thủ).

## Văn hóa, truyền thống và sử dụng trong giảng dạy
So với cờ vua, người chơi shogi có thái độ khá khác biệt đối với việc chơi chấp quân. Bởi lẽ có thể thấy shogi phù hợp hơn với việc chơi chấp quân do các quân bị bắt sẽ đổi phe, vậy nên từ lâu đã hình thành truyền thống nghiên cứu và giảng dạy các chiến thuật đối với ván cờ chấp quân trong giảng dạy shogi. Bởi vậy, hầu hết các ván chấp quân đã được nghiên cứu chi tiết và phát triển thành định thức chấp quân (駒落ち定跡 (câu lạc định thức) komaochi jōseki). Ngoài ra, có các hệ thống quy định mức chấp quân nào là phù hợp cho bên nhận chấp dựa trên đẳng/cấp chính thức hoặc trình độ thực tế (Để tham khảo hệ thống chính thức đang được Liên đoàn Shogi Nhật Bản sử dụng, vui lòng xem phần Chấp quân và cấp độ kỳ thủ bên dưới).
Trong phương pháp giảng dạy shogi truyền thống, các ván chấp quân vẫn thường được sử dụng để cải thiện kỹ năng cho các kỳ thủ nghiệp dư - đặc biệt là cách cân bằng giữa tấn công và phòng thủ (bởi sức mạnh tấn công của bên nhận chấp sẽ tăng dần theo số quân chấp). Các kỳ thủ chuyên nghiệp cũng có truyền thống đánh chấp quân giữa các kỳ thủ hàng đầu và các kỳ thủ đẳng cấp thấp hơn. Thậm chí trong lịch sử đã từng có các ván chấp quân giữa các kỳ thủ hàng đầu. Ví dụ một ván chấp quân nổi tiếng là ván chấp Thương giữa Masuda Kōzō Bát đẳng và Yasuharu Ōyama Vương Tướng - ván 4 trong loạt 7 ván tranh ngôi Vương Tướng kỳ 5 (1955-56). Theo luật của Vương Tướng Chiến tại thời điểm đó, do 3 ván (ngang quân) trước đó Masuda Bát đẳng đều đã giành chiến thắng, ở ván 4 ông phải chấp đối phương quân Thương. Kể từ sau Vương Tướng Chiến kỳ 5, luật thi đấu cũng đã thay đổi và loại bỏ các ván chấp quân. HIện nay các ván chấp quân hiếm được các kỳ thủ chuyên nghiệp sử dụng để đánh với nhau, do thể thức các giải đấu luôn thi đấu ngang quân đã trở nên phổ biến và được chuẩn hoá. Đa số các ván chấp quân giữa các kỳ thủ chuyên nghiệp hiện nay là các ván chấp Thương.

## Luật chơi khi chấp quân
Trong các ván chấp quân truyền thống, bên chấp (上手 (thượng thủ) uwate, "người giỏi hơn") luôn đi trước bên nhận chấp (下手 (hạ thủ) shitate, "người kém hơn"), trừ trường hợp chấp Tiên.
Nếu ván cờ chấp quân đạt đến thế bế tắc, các quân chấp vẫn tính vào tổng điểm của bên chấp.
Trên thực tế, khi kỳ thủ chuyên nghiệp đánh với kỳ thủ nghiệp dư cũng có thể chấp thời gian (tức là có ít thời gian suy nghĩ hơn đối thủ).
Trên hình minh hoạ bàn cờ trong các sách shogi hiện đại, bên chấp vẫn ở phía trên bàn cờ dù được đi trước, và vẫn được ký hiệu bằng hình quân cờ shogi màu trắng (☖) (Thông thường trong các ván đấu ngang quân, trên hình minh hoạ bàn cờ sẽ thể hiện bên Tiên - đi trước - ở phía dưới bàn cờ).
Trong hệ ký hiệu ghi chép kỳ phổ của phương Tây, ở cặp nước đi đầu tiên sẽ dùng dấu ba chấm (...) để thay cho nước đi bị khuyết của bên nhận chấp. Ví dụ: 1...G-42 2.P-76 G-72. Trong hệ ký hiệu của CLB Shogi Việt Nam, các nước đi không được ghi thành cặp, do đó không có cách ghi chép này.

## Các cách chấp quân

### Các cách chấp quân được quy định chính thức
Trong hầu hết các ván đấu ngang quân, người đi trước được xác định bằng cách tung quân cờ (振り駒 furigoma).
Do đó, cách chấp quân nhẹ nhất cho người chơi trình độ thấp hơn là cho bên nhận chấp đi trước - cầm Tiên, thay vì tung quân cờ để xác định người đi trước. Lý do là vì theo thống kê thì bên Tiên có một chút lợi thế trong các ván đấu chuyên nghiệp.
Trong tất cả các cách chấp còn lại, bên chấp sẽ bỏ một hoặc nhiều quân ra khỏi ván cờ. Các cách chấp được xếp theo thứ tự từ nhẹ đến nặng như sau:
| Tiếng Việt     | Tiếng Nhật | Tiếng Nhật    | Hán - Việt    | Quân bị bỏ                                          |
| -------------- | ---------- | ------------- | ------------- | --------------------------------------------------- |
| Chấp Tiên      | 先手       | sente         | tiên thủ      | Không bỏ quân nào nhưng bên nhận chấp luôn đi trước |
| Chấp Thương    | 香落ち     | kyō ochi      | hương lạc     | Thương trái                                         |
| Chấp Tượng     | 角落ち     | kaku ochi     | giác lạc      | Tượng                                               |
| Chấp Xe        | 飛車落ち   | hisha ochi    | phi xa lạc    | Xe                                                  |
| Chấp Xe Thương | 飛香落ち   | hi-kyō ochi   | phi hương lạc | Xe và Thương trái                                   |
| Chấp 2 quân    | 二枚落ち   | ni-mai ochi   | nhị mai lạc   | Xe và Tượng                                         |
| Chấp 4 quân    | 四枚落ち   | yon-mai ochi  | tứ mai lạc    | Xe, Tượng và hai Thương                             |
| Chấp 6 quân    | 六枚落ち   | roku-mai ochi | lục mai lạc   | Xe, Tượng, hai Thương và hai Mã                     |

Chấp 6 quân là cách chấp rất nặng, ước tính tương đương với chấp Hậu trong cờ vua và chấp 9 quân trong cờ vây.

### Các cách chấp khác trong giảng dạy shogi
Các cách chấp nặng hơn 6 quân thường dùng để dạy người mới chơi. Cách chấp tiêu chuẩn cho mục đích này là chấp 8 quân. Những cách chấp này thường có ít định thức hơn.
| Tiếng Việt        | Tiếng Nhật | Tiếng Nhật     | Hán - Việt   | Quân bị bỏ                                          |
| ----------------- | ---------- | -------------- | ------------ | --------------------------------------------------- |
| Chấp 8 quân       | 八枚落ち   | hachi-mai ochi | bát mai lạc  | Xe, Tượng, hai Thương, hai Mã và hai Bạc            |
| Chấp 9 quân       | 九枚落ち   | kyū-mai ochi   | cửu mai lạc  | Xe, Tượng, hai Thương, hai Mã, hai Bạc và Vàng trái |
| Chấp 10 quân      | 十枚落ち   | jū-mai ochi    | thập mai lạc | Xe, Tượng, hai Thương, hai Mã, hai Bạc và hai Vàng  |
| Chấp cầm 3 Tốt    | 歩三兵     | fu sanbyō      | bộ tam binh  | Tất cả trừ Vua và 3 Tốt trên tay                    |
| Chấp toàn bộ quân | 裸玉       | hadaka gyoku   | khoả ngọc    | Tất cả trừ Vua                                      |

### Các cách chấp không thông dụng
Các cách chấp 3 quân, 5 quân và 7 quân không được sử dụng phổ biến, tuy nhiên những cách chấp này đều được nghiên cứu định thức trong lịch sử.
Kaufman cho rằng chênh lệch giữa chấp 2 quân và chấp 4 quân không quá lớn, nên không cần thiết phải chấp 3 quân.
Mặc dù cách chấp 5 quân không phổ biến, theo Kaufman, nhiều kỳ thủ chuyên nghiệp cảm thấy cần có cách chấp 5 quân bởi có sự chênh lệch rất lớn giữa chấp 4 quân và chấp 6 quân. Cũng có biến thể chấp 5 quân bỏ Mã trái thay cho Mã phải.
| Tiếng Việt  | Tiếng Nhật | Tiếng Nhật    | Hán - Việt   | Quân bị bỏ                                                    |
| ----------- | ---------- | ------------- | ------------ | ------------------------------------------------------------- |
| Chấp 3 quân | 三枚落ち   | san-mai ochi  | tam mai lạc  | Xe, Tượng và Thương phải                                      |
| Chấp 5 quân | 五枚落ち   | go-mai ochi   | ngũ mai lạc  | Xe, Tượng, hai Thương và một trong hai Mã (thường là Mã phải) |
| Chấp 7 quân | 七枚落ち   | nana-mai ochi | thất mai lạc | Xe, Tượng, hai Thương, hai Mã và Bạc trái                     |

| 9  | 8  | 7  | 6  | 5  | 4  | 3  | 2  | 1  |    |
|    | 桂 | 銀 | 金 | 王 | 金 | 銀 |    |    | 一 |
|    |    |    |    |    |    |    |    |    | 二 |
| 歩 | 歩 | 歩 | 歩 | 歩 | 歩 | 歩 | 歩 | 歩 | 三 |
|    |    |    |    |    |    |    |    |    | 四 |
|    |    |    |    |    |    |    |    |    | 五 |
|    |    |    |    |    |    |    |    |    | 六 |
| 歩 | 歩 | 歩 | 歩 | 歩 | 歩 | 歩 | 歩 | 歩 | 七 |
|    | 角 |    |    |    |    |    | 飛 |    | 八 |
| 香 | 桂 | 銀 | 金 | 玉 | 金 | 銀 | 桂 | 香 | 九 |

| 9  | 8  | 7  | 6  | 5  | 4  | 3  | 2  | 1  |    |
|    | 桂 | 銀 | 金 | 王 | 金 | 銀 | 桂 | 香 | 一 |
|    | 飛 |    |    |    |    |    | 角 |    | 二 |
| 歩 | 歩 | 歩 | 歩 | 歩 | 歩 | 歩 | 歩 | 歩 | 三 |
|    |    |    |    |    |    |    |    |    | 四 |
|    |    |    |    |    |    |    |    |    | 五 |
|    |    |    |    |    |    |    |    |    | 六 |
| 歩 | 歩 | 歩 | 歩 | 歩 | 歩 | 歩 | 歩 | 歩 | 七 |
|    | 角 |    |    |    |    |    | 飛 |    | 八 |
| 香 | 桂 | 銀 | 金 | 玉 | 金 | 銀 | 桂 | 香 | 九 |

Cách chấp Thương phải (右香落ち, hữu hương lạc, migikyō-ochi) chính thức không còn được sử dụng từ năm 1910. Trong lịch sử ghi lại nhiều kỳ phổ các ván chấp Thương phải từ tận thời Edo. Chấp Thương phải là cách chấp nhẹ hơn chấp Thương (trái) chính thức thông dụng hiện nay.
Chấp Bạc là cách chấp không chính thức, với mục đích để chấp nặng hơn chấp Thương một chút. Chiến lược trong các ván chấp Bạc khá tương đồng với các ván không chấp.
Thỉnh thoảng cũng xuất hiện các cách chấp không thông dụng khác như chấp đôi Thương hay chấp Xe Bạc.
Cách chấp "Chuồn chuồn" (トンボ) có trên một số ứng dụng hoặc trang web chơi shogi trực tuyến (như 81Dojo). Đây là cách chấp hữu dụng để học về cách đổi quân sao cho có lợi thế.

#### Taikō Shogi
| 9  | 8  | 7  | 6  | 5  | 4  | 3  | 2  | 1  |    |
| 香 | 桂 | 銀 | 金 | 王 | 金 | 銀 | 桂 | 香 | 一 |
|    | 飛 |    |    |    |    |    | 角 |    | 二 |
| 歩 | 歩 | 歩 | 歩 | 歩 | 歩 | 歩 | 歩 | 歩 | 三 |
|    |    |    |    |    |    |    |    |    | 四 |
|    |    |    |    |    |    |    |    |    | 五 |
|    |    |    |    |    |    |    |    |    | 六 |
| 歩 | 歩 | 歩 | 歩 | 歩 | 歩 | 歩 |    | 歩 | 七 |
|    | 角 |    |    |    |    |    | 飛 |    | 八 |
| 香 | 桂 | 銀 | 金 | 玉 | 金 | 銀 | 桂 | 香 | 九 |

Taikō Shogi (太閤将棋, thái cáp tướng kỳ) là biến thể shogi mà bên Tiên bỏ đi quân Tốt đầu Xe ở cột 2. Thế cờ này cho phép Tiên có thể phong cấp Xe ngay ở nước đầu tiên, đồng thời bắt được một Tốt trên tay (Xx23+). Do đó về bản chất, Taikō Shogi là một dạng chấp quân nhưng bên nhận chấp được đi trước và bỏ 1 quân thay vì bên chấp đi trước và bỏ quân. Cách chấp này khá nặng, tương đương với chấp 2 quân.

#### Cách chấp quân của shogi máy tính
Vào năm 2017, hai cách chấp quân mới được sáng tạo dành riêng cho shogi máy tính với mục đích thử thách các phần mềm shogi để đánh bại phần mềm đương kim quán quân là Ponanza (ポナンザ). Trong những cách chấp quân này, bên nhận chấp được đi trước.
Cách chấp phong cấp 2 quân (両成, lưỡng thành, ryōsei) có thế cờ ban đầu tương tự như ván không chấp nhưng có Xe và Tượng của bên được chấp đã phong cấp sẵn ở vị trí khởi đầu. Cách chấp này được đánh giá là nặng ngang chấp Xe.
Cách chấp Long vương (竜王, ryūō) xuất phát từ Taikō Shogi (xem phần trên) nhưng thay vì bỏ đi quân Tốt đầu Xe của bên nhận chấp, quân Tốt này sẽ nằm trên tay bên chấp. Thế cờ này vẫn cho phép bên nhận chấp phong cấp Xe ngay ở nước đầu tiên và bắt được Tốt lên tay như trong Taikō Shogi, tuy nhiên lúc này bên chấp có một Tốt trên tay và có thể thả để phòng thủ (tức là: Xx23+ Vg-32 +X-28 T*23). Do đó đây là cách chấp nhẹ hơn nhiều so với Taikō Shogi. Cách chấp này được đánh giá là nặng ngang chấp Tượng.

### Chấp có quân trên tay
| 9  | 8  | 7  | 6  | 5  | 4  | 3  | 2  | 1  |    |
| 香 | 桂 | 銀 | 金 | 王 | 金 | 銀 | 桂 | 香 | 一 |
|    |    |    |    |    |    |    |    |    | 二 |
| 歩 | 歩 | 歩 | 歩 | 歩 | 歩 | 歩 | 歩 | 歩 | 三 |
|    |    |    |    |    |    |    |    |    | 四 |
|    |    |    |    |    |    |    |    |    | 五 |
|    |    |    |    |    |    |    |    |    | 六 |
| 歩 | 歩 | 歩 | 歩 | 歩 | 歩 | 歩 | 歩 | 歩 | 七 |
|    | 角 |    |    |    |    |    | 飛 |    | 八 |
| 香 | 桂 | 銀 | 金 | 玉 | 金 | 銀 | 桂 | 香 | 九 |

Chấp có quân trên tay (駒持ち) là cách chấp phi truyền thống được sáng tạo gần đây, trong đó thay vì bên chấp bỏ quân của mình ra khỏi bàn cờ thì những quân này được đưa lên tay của bên nhận chấp, như vậy bên nhận chấp có thể thả những quân này ngay ở nước đầu tiên. Giống như chấp quân truyền thống, ở cách chấp này bên chấp sẽ đi trước. Những cách chấp này có thể dùng để dayk người mới cách tìm vị trí thả quân. Dễ thấy rằng việc đưa quân của bên chấp lên tay bên nhận chấp khiến cho cách chấp này nặng hơn nhiều so với cách chấp thông thường bỏ đi các quân tương ứng.

## Chấp quân và cấp độ kỳ thủ
Mối quan hệ giữa chấp quân và sự khác biệt về thứ hạng không được thống nhất trên toàn cầu, với một số hệ thống được sử dụng. Hệ thống chấp quân do Liên đoàn Shogi Nhật Bản quy định sử dụng tại Hội quán Shogi Tokyo như sau:
- Chênh lệch 1 bậc: Chấp Tiên (ngang quân, bên nhận chấp đi trước)
- Chênh lệch 2 bậc: Chấp Thương
- Chênh lệch 3 bậc: Chấp Tượng
- Chênh lệch 4 bậc: Chấp Xe
- Chênh lệch 5 bậc: Chấp Xe Thương
- Chênh lệch 6 hoặc 7 bậc: Chấp 2 quân
- Chênh lệch 8 hoặc 9 bậc: Chấp 4 quân
- Chênh lệch từ 10 bậc trở lên: Chấp 6 quân

Lưu ý rằng hệ thống này được sử dụng cho người chơi nghiệp dư. Chênh lệch trình độ giữa các kỳ thủ chuyên nghiệp thường nhỏ hơn, và do đó áp dụng hệ thống xếp hạng chấp quân nghiệp dư là không phù hợp. Ví dụ, kỳ thủ Sơ đẳng chuyên nghiệp được ước tính mạnh hơn người chơi Ngũ đẳng nghiệp dư một chút. Do đó, một kỳ thủ Sơ đẳng chuyên nghiệp đấu với một kỳ thủ Sơ đẳng nghiệp dư phải tính chấp chênh 5 bậc.

### Trong lịch sử
Trước đây, một hệ thống xếp hạng chấp quân khác đã được sử dụng:
- Chênh lệch 1 bậc: Chấp Thương
- Chênh lệch 2 bậc: Chấp Tượng
- Chênh lệch 3 bậc: Chấp Xe
- Chênh lệch 4 bậc: Chấp Xe Thương
- Chênh lệch 5 bậc: Chấp 2 quân
- Chênh lệch 6 bậc: Chấp 3 quân (Xe, Tượng và Thương trái)
- Chênh lệch 7 bậc: Chấp 4 quân
- Chênh lệch 8 bậc: Chấp 5 quân (Xe, Tượng, hai Thương và Mã phải)
- Chênh lệch 9 bậc: Chấp 6 quân